# Football en Autriche-Hongrie
Le football en Autriche-Hongrie se dispute entre 1873 et la disparition de la double monarchie austro-hongroise en 1918.

## Historique

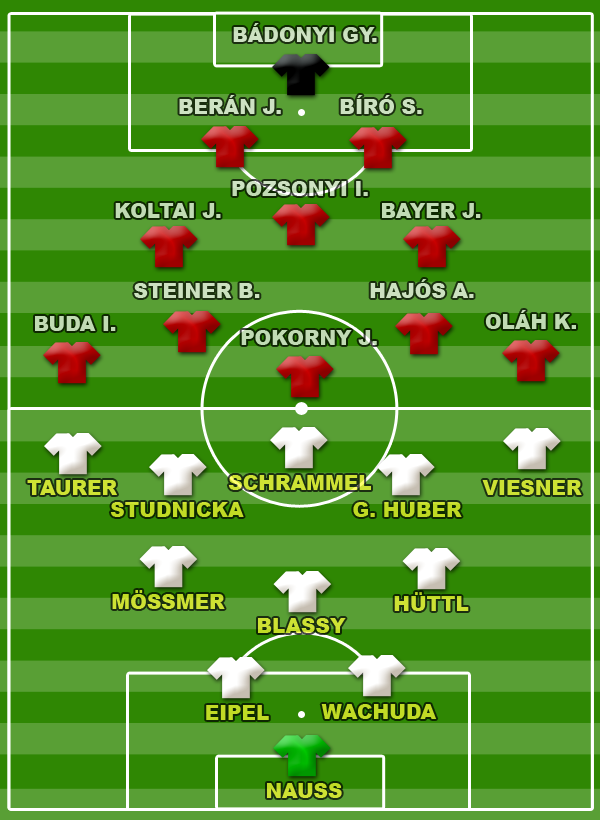
Composition du match Autriche-Hongrie du 28 octobre 1902

Le football apparait dans l'empire austro-hongrois en 1873, lorsque des ingénieurs et ouvriers du Royaume-Uni viennent travailler dans les chantiers navals et les chemins de fer de Rijeka. Les matchs se déroulent devant un public croate et italien, mais il faut attendre 1894 pour qu'un premier club soit créé dans l'Empire. Cette année, les employés britanniques de la banque Rothschild fondent dans la capitale autrichienne le First Vienna FC. Les capitales tchèque et hongroise suivent les années suivantes. En 1897, le président du Vienna Cricket and Football-Club créé la Challenge Cup, une compétition qui réunit les clubs des trois plus grosses villes de l'Empire. Les huit premières éditions sont remportées par des clubs viennois jusqu'à la victoire des Hongrois de Ferencváros TC en 1909.
En Bohême, des Allemands ont créé en 1896 le club du DFC Prague, qui, bien qu'étranger, dispute le premier championnat d'Allemagne au début des années 1900. Pour contrer les Allemands, le CFK Kickers est créé en 1896, puis le cercle philosophique et littéraire Slavia monte une équipe de football. Les équipes praguoises s'affrontent lors d'un tournoi annuel. C'est dans ce cadre qu'à lieu le 29 mars 1896, le premier match entre le Slavia et le Sparta Prague qui se termine sur le score de zéro à zéro.
En 1901, la Hongrie créé sa propre fédération de football, puis un championnat. La Bohême suit ce modèle en créant aussi une fédération et un championnat de Bohême-Moravie. Les autrichiens s'y opposent, car les régions tchèques dépendent directement de la Cisleithanie. Le 28 octobre 1902, l'équipe d'Autriche et l'équipe de Hongrie disputent la première rencontre internationale entre sélections d'Europe continental. L'Autriche gagne sur le score de cinq buts à zéro. Les Autrichiens et les Hongrois s'affrontent ensuite régulièrement deux fois par an avec un match à Vienne et un autre à Budapest. L'équipe de Bohême et Moravie doit attendre avril 1903 pour jouer son premier match contre la sélection hongroise. Mais elle est alors composée majoritairement de joueurs allemands et autrichiens.
En 1905, l'ancien joueur professionnel écossais John William Madden s'installe à Prague pour sa retraite. Il accepte de devenir l'entraineur du Slavia dans le but d'inculquer des méthodes professionnelles à une équipe encore amateur. C'est une réussite au point que les joueurs du Slavia se substituent à l'équipe de Bohême et Moravie dont la candidature à la FIFA est rejetée en 1908 sur pression de l'Autriche. Quelques mois plus tard, l'annexion de la Bosnie-Herzégovine par l'Autriche, provoque en protestation, la défection de la Hongrie et de la Bohême et Moravie pour les Jeux olympiques de 1908. Puis la Bohême et Moravie rejoint l'UIAFA, une fédération internationale dissidente qui organise un championnat d'Europe des nations en 1911, que les tchèques remportent.
Toujours en 1908, la Hongrie créé quatre championnats régionaux, mais les croates refusent d'y participer. Ils préfèrent créer leur propre fédération, que Vienne reconnait deux ans plus tard. Dans la province hongroise, les clubs sont à majorité hongrois, même dans des villes où ils sont minoritaires comme en Slovaquie ou en Transylvanie. Cette réforme du football hongrois permet à la sélection de dépasser celle d'Autriche au début des années 1910, mais bénéficie aussi aux minorités qui voient un moyen de favoriser leur émancipation culturelle. C'est aussi le cas en Cisleithanie, où les juifs fondent le Wiener Sport-Club et le SC Hakoah Vienne, les Allemands le Jahn, les Polonais le Polonia, les Ukrainiens le Dovbus et les Roumains le Dragos Voda. En Slovénie, le football sert à diffuser l'idée de réunir les slaves du sud dans un seul état, c'est le yougoslavisme. Sur la côte Adriatique, l'irrédentisme italien s'exprime à travers le football avec la bourgeoisie italienne qui fondent des clubs à Dubrovnik, Split, Zadar et Trieste. Des villes alors convoitées par le royaume d'Italie.
Durant la Première Guerre mondiale, l'Autriche parvient à maintenir un championnat sans relégation à Vienne jusqu'en 1915. Le championnat de Hongrie ne reprend qu'en 1916, mais il n'est organisé que dans la capitale, alors qu'au même moment la fédération de Bohême-Moravie est dissoute par le pouvoir central.

## Organisation
L'Empire austro-hongrois constitue un état décentralisé, composé de l'union de plusieurs monarchies. Au même titre que le Royaume-Uni de Grande-Bretagne et d'Irlande, chaque nation s'organise progressivement selon sa propre fédération : 
- Österreichischen Fußball-Union (1900-1904)
- Fédération hongroise (créée en 1901)
- Fédération nationale bohémo-morave (créée en 1901)
- Fédération autrichienne (créée en 1904)
  - Fédération basse-autrichienne de football (en) (créée le 16 mai 1911)
  - Fédération austro-polonaise de football (de) (créée le 25 juin 1911)
  - Fédération austro-bohêmienne de football (de) (créée le 25 juin 1911)
  - Fédération germano-alpine de football (de) (créée le 2 juillet 1911)
  - Fédération morave de football (de) (créée le 13 juin 1913)
- Fédération croate (créée en 1912)

### Compétitions domestiques
- Championnat de Bohême et Moravie (1896-1902)
  - Championnat de Bohême (1909-1917)
- Challenge Cup (1897-1911)
- Coupe Tagblatt (1900-1903)
- Championnat de Hongrie (1901-1918)
- Coupe de la Charité (cs) (1906-1918)
- Coupe de Hongrie (1909-1914)
- Championnat d'Autriche (1911-1918)
- Championnat de Croatie (1912)
- Championnat de Galicie de football (pl) (1913)

## Source
Guillaume Balout, « Autriche-Hongrie : Habsbourg toujours », sur cahiersdufootball.net, 14 juin 2016 (consulté le 4 juillet 2016).